# Głubczyce
Głubczyce là một thị trấn thuộc huyện Głubczycki, tỉnh Opolskie ở nam Ba Lan. Thị trấn có diện tích 13 km². Đến ngày 1 tháng 1 năm 2011, dân số của thị trấn là 13286 người và mật độ 1059 người/km².